# Colmán de Lindisfarne
Colmán de Lindisfarne (c. 605-18 de febrero de 675), también conocido como San Colmán, fue obispo de Lindisfarne desde 661 hasta 664.

## Biografía
Colmán era nativo del oeste de Irlanda y había recibido su educación en Iona. Probablemente era un noble de Canmaicne. Sucedió a Aidan y Finan como obispo de Lindisfarne, siendo nombrado en 661. Colmán renunció al obispado de Lindisfarne después de que el Sínodo de Whitby convocado por el rey Oswiu de Northumbria decidiera calcular la Pascua usando el método del Primer Concilio Ecuménico en lugar de su método celta preferido. El cambio al método romano llevó a Colmán a irse y viajar de regreso a Escocia y, finalmente, de vuelta a Iona.
La tradición posterior afirma que entre los años 665 y 667, Colmán fundó varias iglesias en Escocia antes de regresar a Iona. Sin embargo, no hay registros del siglo VII de tal actividad por su parte. Desde Iona navegó hacia Irlanda, instalándose en la isla de Inishbofin en 668, donde fundó un monasterio llamado School of Mayo. Cuando Colman llegó a Mayo, trajo consigo la mitad de las reliquias de Lindisfarne, incluidos los huesos de San Aidan y una parte de la verdadera cruz. Se decía que estaban en la Abadía de Mayo hasta su desaparición durante la Reforma en 1537.
Colman estaba en ese momento entrando en un paisaje que había sido diezmado por la plaga de 664–665. Es posible que reviviera una iglesia anterior en la isla o una en el área del centro de Connacht, donde más tarde se fundó Mag Éo. En Inishbofin se produjo una ruptura entre irlandeses e ingleses "porque en verano los irlandeses se iban a vagar solos por lugares que conocían en lugar de ayudar en la cosecha, y luego, cuando se acercaba el invierno, volvían y querían compartir todo lo que los monjes ingleses habían reunido".
Algunos autores especulan que la razón de esta desaparición intermitente de los irlandeses se debía a que las dos naciones procedían de diferentes orígenes agrícolas, y que los irlandeses probablemente se retiraban de la isla con el ganado del monasterio con el propósito de realizar el booleying, una forma de trashumancia. También es posible que los irlandeses visitaran a sus parientes en el continente. Al regresar a la isla en invierno, ayudaban a consumir los frutos del trabajo de los sajones. Esta situación condujo inevitablemente a tensiones dentro de la comunidad. Surgieron disputas entre los monjes sajones e irlandeses después de un corto tiempo. Colmán trajo entonces a sus seguidores sajones al continente y fundó un monasterio para ellos en "Magh Eó" (la actual ciudad de Mayo, cuyo nombre significa "Llanura de los tejos"), conocido posteriormente como "Mayo de los sajones".
Colman pasó sus últimos días en la isla de Inishbofin, donde murió en 674. Su fiesta se celebra el 8 de agosto y el 13 de noviembre.